# Johann Christian August Schwartz
Johann Christian August Schwartz (* 1756 in Hildesheim; † 7. März 1814 in Braunschweig) war ein deutscher Bildnismaler, der wohl überwiegend in Braunschweig lebte, aber sich auch wiederholt in Hamburg, Berlin (1808), Dresden und Bremen (1803/07) zur Ausführung von Aufträgen aufhielt. Von hervorragender Qualität sind seine Porträts in Pastell.

## Leben
Über seine biographischen Stationen ist wenig bekannt. Eine Lehrzeit in Braunschweig wird angenommen, da er anfangs in der Lackwarenmanufaktur von Stobwasser tätig war und auch ein Aufenthalt bei Mengs in Dresden wird vermutet. 1781 heiratete er Henriette Karoline Schröder, deren Schwester Christiane Elisabeth 1794 den Maler Friedrich Georg Weitsch ehelichte. Er war auch verschwägert mit dem Kupferstecher Carl Schröder. 1789 wurde er auswärtiges Mitglied der Berliner Akademie und 1794 braunschweigischer Hofmaler.

## Werk
Das Werk von Schwartz besteht fast ausschließlich aus Pastellporträts, in denen er minutiös detaillierte, bis an die Grenzen dieser Technik gehende Zeichnungen von Brustbildern vor dunklen Hintergrund oder bewegten Himmel setzt. Hohen Wiedererkennungswert hat die Durchzeichnung der ausdrucksvollen, den Betrachter fest in den Blick nehmenden Augen.
Manche seiner Porträts wurden von Carl Schröder, Johann Friedrich Bause, Johann Friedrich Jügel und Johann Gerhard Huck in Kupfer gestochen.

### Porträts

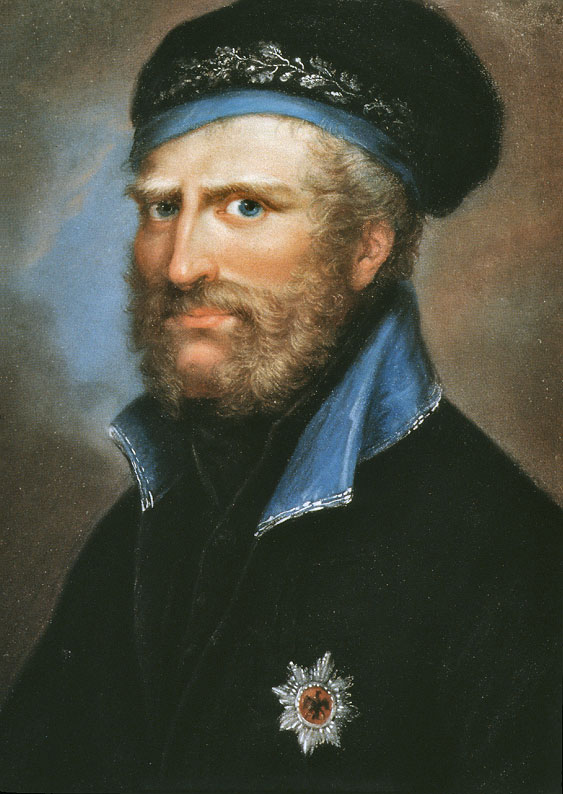
Herzog Friedrich Wilhelm von Braunschweig-Oels, der Schwarze Herzog, Pastell von J. C. A. Schwartz, 1809.

Das folgende Verzeichnis erfasst die Bildnisse in der Reihenfolge ihres Entstehens. Undatierte sind darunter angefügt, nicht identifizierte Personen sind unberücksichtigt geblieben. 
- Georg Wilhelm I. Birnbaum, Pastell, 1783, Städtisches Museum Braunschweig
- Herzog Leopold von Braunschweig-Wolfenbüttel, Pastell um 1780, ehem. Schloss Marienburg (Niedersachsen), am 8. Oktober 2005 von Sotheby’s versteigert. Die Zuschreibung an Schwartz ist zu überprüfen.
- Pascha Johann Friedrich Weitsch, Mischtechnik, um 1785, Museum für Hamburgische Geschichte, Inv. 1912/563
- Anton Albers aus Bremen, Pastell, 1802, Städtisches Museum Braunschweig
- Hannah Maria Thorbecke, Pastell, 1802, Städtisches Museum Braunschweig
- Johann (1739–1804) und Gesina Böse (1752–1825), 1803, Pastelle über Bleistift auf Pergament, Focke-Museum Bremen, Inv. Nr. 78.267/268
- Carl Friedrich Gauß, Pastellbildnis Juni/Juli 1803, Sternwarte der Universität Göttingen
- Heinrich Wilhelm Olbers, Pastell 1803/05, Sternwarte der Universität Göttingen
- Franz Hermann Thorbecke, Pastell, 1804, Städtisches Museum Braunschweig
- Johann Abraham und Pauline Retberg, geb. Bierbaum, Pastelle 1804, Focke-Museum Bremen, Inv. Nr. 1970.149/150
- Heinrich Wilhelm Neddermann, Pastell, 1804 Focke-Museum Bremen, Inv. Nr. C.222
- Wilhelm I. (der Niederlande), gemalt 1808 in Berlin, Rijksmuseum Amsterdam
- Herzog Friedrich Wilhelm von Braunschweig, Pastell, 1809, Deutsches Historisches Museum, Berlin, Inv.-Nr. 1990/68
- Albert Heinrich und Margarete Adamy geb. Krohn, Pastell, Kunsthalle Hamburg
- Johann Christian (Carl) (1747–1829) und Wilhelmine Philippine Fritze, geb. Hartung, Pastelle auf Pergament, Focke-Museum Bremen, Inv. Nr. K.1272
- Prinzessin Louise von Oranje-Nassau, Pastell, nach 1789, Stichting Historische Verzamelingen van het Huis Oranje-Nassau, Den Haag.[2]
- Joh. Hermann Barckhausen, Pastell, Focke-Museum Bremen, Inv. Nr. D.19
- Herzog Karl Wilhelm Ferdinand von Braunschweig, Pastell, Städtisches Museum Braunschweig
- Amalie Reiners, Pastell, Städtisches Museum Braunschweig
- Konrad Peter Reiners, Pastell, Städtisches Museum Braunschweig
- Johann Friedrich Koch, Pastell, Städtisches Museum Braunschweig

## Nachweise
1. ↑  Lacher, Berliner Klassik - Autobiographien, Anm. 34 (Seite nicht mehr abrufbar, festgestellt im April 2018. Suche in Webarchiven)  Info: Der Link wurde automatisch als defekt markiert. Bitte prüfe den Link gemäß Anleitung und entferne dann diesen Hinweis.
2. ↑  Zur Dargestellten